# Medio Giuba
Medio Giuba (in Somalo Jubbada Dhexe; in arabo جوبا الوسطى Jūbbā al-Wusţá) è una regione  dello Stato federale dell'Oltregiuba, nel sud della Somalia.
Il capoluogo è Bu'aale.

## Province
Il Medio Guba è costituito da tre province:
- Bu'aale
- Gelib
- Sakow

## Città principali
- Bu'aale
- Gelib
- Sakow